# Pecorino di Filiano
El Pecorino di Filiano és un formatge de llet d'ovella de Basilicata (Itàlia). Té Denominació d'Origen Protegida (D.O.P.) des de l'any 2007 segons el Reglament CEE N. 2081/92 del Consell.

## Zona de producció
El formatge Pecorino de Filiano es produeix a la Província de Potenza, als municipis (comuni) de:
Atella, Avigliano, Balvano, Baragiano, Barile, Bella, Cancellara, Castelgrande, Filiano, Forenza, Ginestra, Maschito, Melfi, Muro Lucano, Pescopagano, Picerno, Pietragalla, Pignola, Potenza, Rapolla, Rapone, Rionero in Vulture, Ripacandida, Ruoti, Ruvo del Monte, San Fele, Savoia di Lucania, Tito, Vaglio di Basilicata, Vietri di Potenza.
És un formatge de pasta dura obtingut amb la llet sencera d'ovelles de la races Gentile di Lucania i de Puglia, Leccese, Comisana, Sarda.
La forma és cilíndrica amb la cara plana, el pes ha de ser entre 2,5 a 5 kg. La crosta varia del color groc daurat al bru fosc i exteriorment està tractat amb oli d'oliva extraverge de la Basilicata i vinagre de vi. La substància grassa no ha de ser inferior al 30%.